# Dieter Hoeneß
Dieter Hoeneß [dýtr henes] (* 7. ledna 1953, Ulm, Západní Německo) je bývalý německý fotbalový útočník a reprezentant, který se zúčastnil MS 1986 v Mexiku.
Po skončení hráčské kariéry se dal na funkcionářskou dráhu, v této pozici pracoval mj. v Hertě Berlín a VfL Wolfsburg.

## Klubová kariéra
Hrál ve své profesionální kariéře za německé kluby VfR Aalen, VfB Stuttgart, Bayern Mnichov. S Bayernem Mnichov získal několik domácích trofejí (vyhrál mj. double v sezóně 1985/86).

## Reprezentační kariéra
Svůj reprezentační debut v A-mužstvu Západního Německa absolvoval 22.5.1979 v přátelském zápase v Dublinu proti týmu Irska, k výhře 3:1 pomohl jedním gólem. Celkem odehrál v letech 1979–1986 za německý národní tým 6 zápasů a vstřelil 4 góly.
Zúčastnil se Mistrovství světa ve fotbale 1986 v Mexiku, kde získal s týmem stříbrné medaile po finálové porážce 2:3 s Argentinou.